# Conselho das Associações de Futebol da África Austral

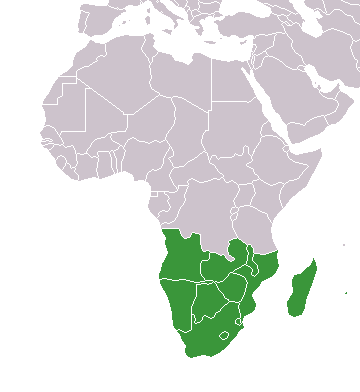
Países da África Austral (popularmente conhecida como África Meridional)

O Conselho das Associações de Futebol da África Austral (em inglês: Council of Southern Africa Football Associations), oficialmente abreviado como COSAFA, é uma associação de federações de futebol de países do Sul da África. É filiado à Confederação Africana de Futebol e organiza anualmente a Copa COSAFA, disputada entre seus membros.

## Membros
Um total de 14 associações nacionais de futebol pertencem à COSAFA. As vezes, as Ilhas Reunião é chamada para disputar os torneios, visto que é um membro associado da COSAFA.
| País          | Associação Nacional                       | Seleção |
| ------------- | ----------------------------------------- | ------- |
| África do Sul | South African Football Association (SAFA) | M, F    |
| Angola        | Federação Angolana de Futebol (FAF)       | M, F    |
| Botsuana      | Botswana Football Association (BFA)       | M, F    |
| Comores       | Fédération Comorienne de Football (FCF)   | M, F    |
| Essuatíni     | Eswatini Football Association (EFA)       | M, F    |
| Lesoto        | Lesotho Football Association (LEFA)       | M, F    |
| Madagascar    | Fédération Malagasy de Football (FMF)     | M, F    |
| Malaui        | Football Association of Malawi (FAM)      | M, F    |
| Mauricio      | Mauritius Football Association (MFA)      | M, F    |
| Moçambique    | Federação Moçambicana de Futebol (FMF)    | M, F    |
| Namíbia       | Namibia Football Association (NFA)        | M, F    |
| Seychelles    | Seychelles Football Federation (SFF)      | M, F    |
| Zâmbia        | Football Association of Zambia (FAZ)      | M, F    |
| Zimbábue      | Zimbabwe Football Association (ZIFA)      | M, F    |